# Wiesław Rudkowski
Wiesław Ksawery Rudkowski, född 17 november 1946 i Łódź, Polen, död 14 februari 2016 i Warszawa, var en polsk boxare som tog OS-silver i lätt mellanviktsboxning 1972 i München.